# Triathlon Bregenz

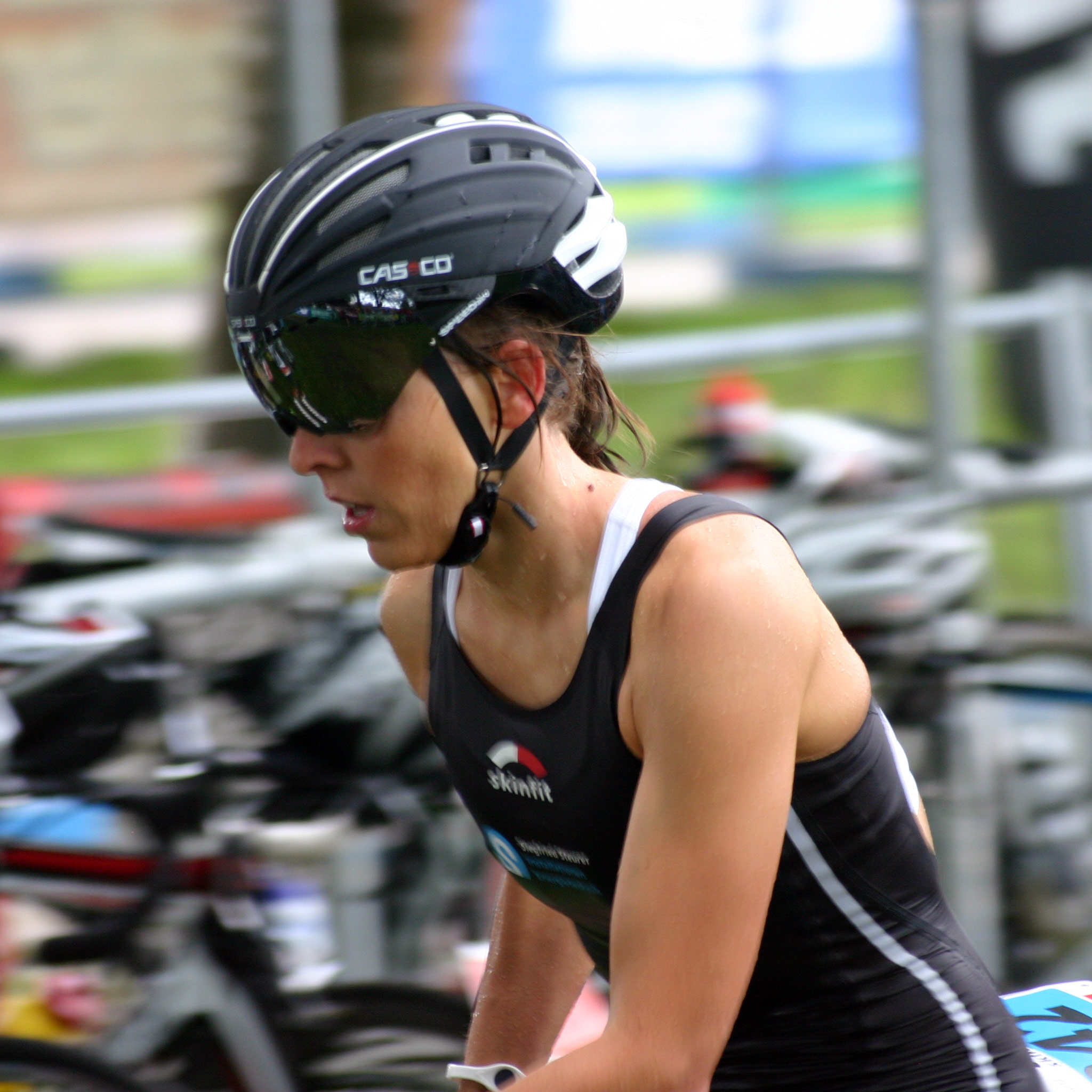
Bianca Steurer die Siegerin der Erstaustragung 2018

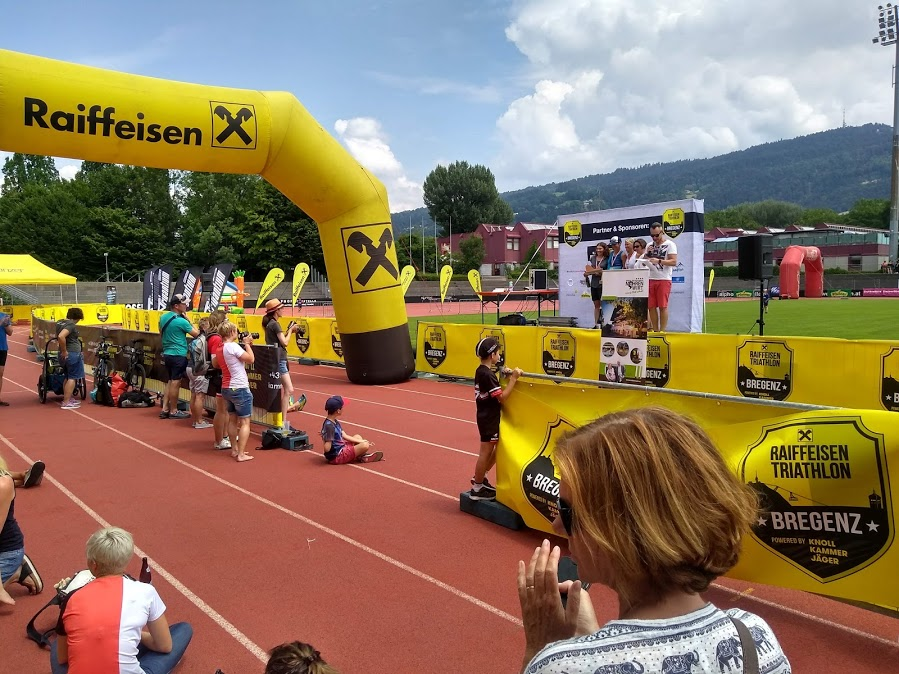
Siegerehrung im Zielbereich des Triathlon Bregenz 2018

Der Triathlon Bregenz (nach dem Hauptsponsor auch „Raiffeisen Triathlon Bregenz“) ist eine österreichische Triathlon-Sportveranstaltung über die Kurzdistanz (olympische Distanz: 1,5 km Schwimmen, 43 km Radfahren und 9,8 km Laufen) in Vorarlberg.

## Organisation
Der Raiffeisen Triathlon Bregenz wird vom Triathlonverein Trigantium Bregenz organisiert und wurde erstmals am 17. Juni 2018 ausgetragen.
Zwischen 2001 und 2006 wurde in Bregenz bereits sechsmal mit dem Brigantium Triathlon ein Rennen über die olympische Distanz mit internationaler Beteiligung ausgetragen.
Das Rennen gilt auch als Qualifikationsbewerb für die Age-Group-Weltmeisterschaft 2019 in Lausanne. Am Vortag der Erstaustragung wurden im Rahmen des Swim & Run (25–200 m Schwimmen, 550–2300 m Laufen) unter der Schirmherrschaft der deutschen Triathletin und mehrfachen Ironman-Siegerin Nicole Leder auch die Vorarlberger Aquathlon-Nachwuchs-Landesmeisterschaften ausgetragen.
Mit Bianca Steurer (ÖTRV Triathlon Langdistanz Nationalteam; 2:18:10,7 h) und Leon Pauger (ÖTRV B-Kader; 2:06:05,1 h) gingen die Siege bei der Erstaustragung 2018 an zwei Athleten aus dem ÖTRV-Nationalkader.
Die ursprünglich für den 21. Juni 2020 geplante dritte Austragung musste im Rahmen der Ausbreitung der Coronavirus-Pandemie abgesagt werden. Im Februar 2021 wurde bekannt gegeben, dass eine nächste Austragung für 2022 geplant ist.

## Streckenverlauf
- 1,5 km Schwimmen im Bodensee bei Bregenz über einen zweimal zu absolvierende Rundkurs mit 100 m Landgang zwischen den beiden Runden
- 43 km Radfahren über einen Rundkurs von Bregenz über Lochau, Hörbranz, Scheidegg und Langen bei Bregenz durch das österreichisch-deutsche Grenzgebiet mit 710 hm
- 9,8 km Laufen in Bregenz über einen dreimal zu absolvierenden Rundkurs

## Ergebnisse
| Datum/Jahr    | Männer       | Männer          | Männer               | Frauen         | Frauen         | Frauen        |
| Datum/Jahr    | Erster Platz | Zweiter Platz   | Dritter Platz        | Erster Platz   | Zweiter Platz  | Dritter Platz |
| ------------- | ------------ | --------------- | -------------------- | -------------- | -------------- | ------------- |
| 2022          |              |                 |                      |                |                |               |
| 30. Juni 2019 | Martin Bader | Paul Reitmayr   | Michael Ziegler      | Lena Berlinger | Bianca Steurer | Stefanie Frei |
| 17. Juni 2018 | Leon Pauger  | Michael Ziegler | Christoph Schatzmann | Bianca Steurer | Daniela Bader  | Stefanie Frei |

Ergebnisse der Vorgängerveranstaltung beim Brigantium Triathlon:
| Datum/Jahr    | Männer             | Männer               | Männer               | Frauen                  | Frauen             | Frauen             |
| Datum/Jahr    | Erster Platz       | Zweiter Platz        | Dritter Platz        | Erster Platz            | Zweiter Platz      | Dritter Platz      |
| ------------- | ------------------ | -------------------- | -------------------- | ----------------------- | ------------------ | ------------------ |
| 13. Aug. 2006 | Shanon Barnett     | Stefan Rieder        | Marc Ruhe            | Karin Salzmann -2-      | Nicole Klingler    | Renate Forstner    |
| 14. Aug. 2005 | Jan van Berkel     | Albuin Schwarz       | Dominik Berger       | Daniela Ryf             | Renate Forstner    | Nicole Klingler    |
| 15. Aug. 2004 | Faris Al-Sultan    | Dominik Rechtsteiner | Peter Schoissengeier | Nicole Klingler -2-     | Karin Salzgeber    | Ina Reinders       |
| 17. Aug. 2003 | Albuin Schwarz     | Peter Schoissengeier | Markus Löw           | Nicole Klingler         | Verena Klocker     | Karin Fiebig       |
| 11. Aug. 2002 | Dominik Berger -2- | Paul Reitmayr        | Thomas Kresser       | Karin Salzmann          | Verena Klocker     | Andrea Hollenstein |
| 26. Aug. 2001 | Dominik Berger     | Wolfram Berger       | Thomas Vonach        | Jasmine Keller-Hämmerle | Andrea Hollenstein | Monika Schwaninger |